# ماثيو باريس
ماثيو فرانسيس باريس (بالإنجليزية: Matthew Parris)‏ (من مواليد 7 أغسطس 1949) هو كاتب ومذيع سياسي بريطاني، وعضو محافظ في البرلمان سابقًا. ولد في جنوب إفريقيا لأبوين بريطانيين.

## النشأة والأسرة
باريس هو الابن الأكبر لأخوته الستة (ثلاثة أشقاء وشقيقتان) وقد نشأ في عدة أقاليم بريطانية وأقاليم سابقة: جنوب إفريقيا وقبرص وروديسيا (زيمبابوي حاليًا) وسوازيلاند (إيسواتيني حاليًا) وجامايكا، حيث كان والده يعمل كمهندس كهرباء. انتهى الأمر بوالديه بالعمل والعيش في كاتالونيا بإسبانيا، حيث اشترى باريس منزلًا لاحقًا.

## التعليم
تلقى باريس تعليمه في كلية ووترفورد كامهلابا يونايتد وورلد بجنوب إفريقيا، وهي مدرسة مستقلة خارج مباباني في سوازيلاند وأكمل تعليمه في كلية كلير، كامبريدج، حيث حصل على الدرجة الأولى في القانون وكان عضوًا في النادي الليبرالي. حصل على منحة بول ميلون ودرس العلاقات الدولية في جامعة ييل.
وقد قال إن القراءة المبكرة لمزرعة الحيوانات جعلت منه محافظًا، إذ قال «ظهر علي إعجابي بذكاء [الخنازير] وحس النظام».

## مسيرته المهنية المبكرة
في سن التاسعة عشرة، سافر باريس عبر إفريقيا إلى أوروبا في سيارة موريس أكسفورد. خلال رحتله، صُدم عندما تعرض هو ورفيقته لهجوم، وأُجبر على مشاهدة اغتصابها. 
عُرض على باريس وظيفة ضابط في جهاز الاستخبارات البريطاني، لكنه عمل بدلاً من ذلك في وزارة الخارجية وشؤون الكومنولث لمدة عامين. في عام 1976 ترك هذه المهنة الآمنة لأنه لم يعجب بشكلياتها ولأنه أراد أن يصبح عضوًا في البرلمان. انضم في نهاية المطاف إلى قسم البحوث المحافظة وانتقل ليصبح سكرتير مراسلة لمارجريت تاتشر. حصل على ميدالية آر إس پي سي   آي (قدمها له تاتشر، زعيم المعارضة آنذاك)، لقفزه في نهر التمز وإنقاذ كلبًا. 

## مهنته البرلمانية
كان باريس نائبًا في حزب المحافظين عن الدائرة الانتخابية البرلمانية لغرب ديربيشاير من 1979 إلى 1986. وكان من بين المرشحين المحتملين المتنافسين على المقعد بيتر ليلي ومايكل هوارد. وأعرب عن دعمه لحقوق المثليين. ترك باريس السياسة لمتابعة مهنة الصحافة.

## الإذاعة والتلفزيون
باريس الآن هو مقدم برامج إذاعية وتلفزيونية وكاتب عمود في صحيفة ذا تايمز وناقد. بصفته نائبًا برلمانيًا، شارك في فيلم وثائقي بعنوان (ورلد إن اكشن) خلال عام 1984، وقد ألزمه بالعيش في نيوكاسل لمدة أسبوع مقابل 26.80 جنيهًا إسترلينيًا، وهو مبلغ الضمان الاجتماعي الحكومي الذي وُضع لشخص بالغ من قبل الحكومة التي كان يدعمها كمحافظ. انتهت التجربة بشكل محرج عندما نفذت أمواله من أجل فاتورة الكهرباء. بعد عشرين عامًا، وفي عام 2004، حاول تجربة الفيلم الوثائقي (لصالح السيد باريس) مرة أخرى، وأعيد النظر فيه.
استقال باريس من منصبه كعضو في البرلمان بتقدمه لشغل المنصب الملكي في مانور نورثستيد، وقد غادر البرلمان بالتحديد ليكمل عمل برايان والدان كمضيف في آي تي في سلسلة (ويكند ورلد) المؤثرة التي كانت تعرض في وقت الغداء يوم الأحد بعنوان في 1986. استمر المسلسلالذي بدأ بثه منذ عام 1977 تحت إشراف والدان، لمدة عامين آخرين تحت قيادة باريس قبل أن يتم إيقاف عرضه في عام 1988.